# Françoise Prévost (danzatrice)
Françoise Prévost, o Prévôt (Parigi, 1680 circa – Parigi, dicembre 1741), è stata una danzatrice francese.

## Biografia
Dopo essere stata allieva di Michel Blondy, debuttò all'Académie royale de Musique nel 1699, in una replica di Atys di Lully, e sorpassò in breve tempo Marie-Thérèse de Subligny diventando la prima ballerina dell'Opéra durante la Reggenza. Vi rimarrà fino al 1730, eclissata da giovani brillanti allieve come Marie Sallé e Marie Camargo.
Eccellente per abilità tecnica e dalle straordinarie capacità espressive, si fece notare nel 1714 nel quarto atto della tragedia Orazio di Pierre Corneille, presentato in occasione della quattordicesima "Grande Notte di Sceaux", una grande festa organizzata dalla duchessa del Maine nel suo castello di Sceaux. L'anno seguente danzò in Les Caractères de la danse di Jean-Féry Rebel. Claude Balon fu il suo partner favorito.